# Zlatko Vujović
Zlatko Vujović (Sarajevo, 26 agosto 1958) è un allenatore di calcio ed ex calciatore jugoslavo, dal 1991 croato.
È il primatista di gol dell'Hajduk Spalato (16) nelle competizioni UEFA per club.

## Biografia

### Club
Cominciò la propria carriera di calciatore professionista nel 1976, insieme al fratello gemello Zoran, nella formazione dell'Hajduk Spalato, dove rimase per 10 anni, vincendo un campionato e 2 Coppe di Jugoslavia.
Nel 1986 emigrò in Francia, andando a giocare prima nel Bordeaux, con cui vinse un campionato e una Coppa di Francia, e successivamente nelle squadre del Cannes, del Paris St.Germain, del Sochaux e del Nizza, dove concluse la propria attività agonistica nel 1992. Nel giugno 1988 il Pescara aveva ufficializzato il suo acquisto, ma divergenze contrattuali chiusero la trattativa.

### Nazionale
Esordì in nazionale il 1º aprile 1979 a Nicosia, in occasione dell'incontro vinto 3-0 contro la nazionale cipriota, e valido per le qualificazioni dell'Europeo in Italia 1980.
Con la maglia della propria nazionale disputò complessivamente 70 partite tra il 1979 e il 1990, e fece parte della rappresentativa anche ai mondiali di Spagna 1982 e di Italia 1990.

## Statistiche

### Cronologia presenze e reti in nazionale
| Cronologia completa delle presenze e delle reti in nazionale ― Jugoslavia | Cronologia completa delle presenze e delle reti in nazionale ― Jugoslavia | Cronologia completa delle presenze e delle reti in nazionale ― Jugoslavia | Cronologia completa delle presenze e delle reti in nazionale ― Jugoslavia | Cronologia completa delle presenze e delle reti in nazionale ― Jugoslavia | Cronologia completa delle presenze e delle reti in nazionale ― Jugoslavia | Cronologia completa delle presenze e delle reti in nazionale ― Jugoslavia | Cronologia completa delle presenze e delle reti in nazionale ― Jugoslavia |
| Data                                                                      | Città                                                                     | In casa                                                                   | Risultato                                                                 | Ospiti                                                                    | Competizione                                                              | Reti                                                                      | Note                                                                      |
| ------------------------------------------------------------------------- | ------------------------------------------------------------------------- | ------------------------------------------------------------------------- | ------------------------------------------------------------------------- | ------------------------------------------------------------------------- | ------------------------------------------------------------------------- | ------------------------------------------------------------------------- | ------------------------------------------------------------------------- |
| 1-4-1979                                                                  | Nicosia                                                                   | Cipro                                                                     | 0 – 3                                                                     | Jugoslavia                                                                | Qual. Euro 1980                                                           | 2                                                                         |                                                                           |
| 16-9-1979                                                                 | Belgrado                                                                  | Jugoslavia                                                                | 4 – 2                                                                     | Argentina                                                                 | Amichevole                                                                | -                                                                         | 44’                                                                       |
| 10-10-1979                                                                | Valencia                                                                  | Spagna                                                                    | 0 – 1                                                                     | Jugoslavia                                                                | Qual. Euro 1980                                                           | -                                                                         |                                                                           |
| 31-10-1979                                                                | Kosovska Mitrovica                                                        | Jugoslavia                                                                | 2 – 1                                                                     | Romania                                                                   | Qual. Euro 1980                                                           | 1                                                                         |                                                                           |
| 14-11-1979                                                                | Novi Sad                                                                  | Jugoslavia                                                                | 5 – 0                                                                     | Cipro                                                                     | Qual. Euro 1980                                                           | 1                                                                         | 83’                                                                       |
| 22-3-1980                                                                 | Sarajevo                                                                  | Jugoslavia                                                                | 2 – 1                                                                     | Uruguay                                                                   | Amichevole                                                                | 1                                                                         | 70’                                                                       |
| 26-4-1980                                                                 | Borovo                                                                    | Jugoslavia                                                                | 2 – 1                                                                     | Polonia                                                                   | Amichevole                                                                | -                                                                         |                                                                           |
| 27-8-1980                                                                 | Belgrado                                                                  | Romania                                                                   | 4 – 1                                                                     | Jugoslavia                                                                | Coppa dei Balcani                                                         | -                                                                         |                                                                           |
| 10-9-1980                                                                 | Lussemburgo                                                               | Lussemburgo                                                               | 0 – 5                                                                     | Jugoslavia                                                                | Qual. Mondiali 1982                                                       | 2                                                                         |                                                                           |
| 27-9-1980                                                                 | Lubiana                                                                   | Jugoslavia                                                                | 2 – 1                                                                     | Danimarca                                                                 | Qual. Mondiali 1982                                                       | -                                                                         |                                                                           |
| 15-11-1980                                                                | Torino                                                                    | Italia                                                                    | 2 – 0                                                                     | Jugoslavia                                                                | Qual. Mondiali 1982                                                       | -                                                                         |                                                                           |
| 29-4-1981                                                                 | Spalato                                                                   | Jugoslavia                                                                | 5 – 1                                                                     | Grecia                                                                    | Qual. Mondiali 1982                                                       | 2                                                                         |                                                                           |
| 9-9-1981                                                                  | Copenaghen                                                                | Danimarca                                                                 | 1 – 2                                                                     | Jugoslavia                                                                | Qual. Mondiali 1982                                                       | 1                                                                         |                                                                           |
| 17-10-1981                                                                | Belgrado                                                                  | Jugoslavia                                                                | 1 – 1                                                                     | Italia                                                                    | Qual. Mondiali 1982                                                       | 1                                                                         | 78’                                                                       |
| 21-11-1981                                                                | Novi Sad                                                                  | Jugoslavia                                                                | 5 – 0                                                                     | Lussemburgo                                                               | Qual. Mondiali 1982                                                       | 1                                                                         |                                                                           |
| 29-11-1981                                                                | Il Pireo                                                                  | Grecia                                                                    | 1 – 2                                                                     | Jugoslavia                                                                | Qual. Mondiali 1982                                                       | -                                                                         | 84’                                                                       |
| 17-6-1982                                                                 | Saragozza                                                                 | Irlanda del Nord                                                          | 0 – 0                                                                     | Jugoslavia                                                                | Mondiali 1982 - 1º turno                                                  | -                                                                         |                                                                           |
| 20-6-1982                                                                 | Valencia                                                                  | Spagna                                                                    | 2 – 1                                                                     | Jugoslavia                                                                | Mondiali 1982 - 1º turno                                                  | -                                                                         | 83’                                                                       |
| 24-6-1982                                                                 | Saragozza                                                                 | Jugoslavia                                                                | 1 – 0                                                                     | Honduras                                                                  | Mondiali 1982 - 1º turno                                                  | -                                                                         | 63’                                                                       |
| 7-6-1983                                                                  | Lussemburgo                                                               | Jugoslavia                                                                | 2 – 4                                                                     | Germania Ovest                                                            | Amichevole                                                                | -                                                                         | cap. 68’                                                                  |
| 12-10-1983                                                                | Belgrado                                                                  | Jugoslavia                                                                | 2 – 1                                                                     | Norvegia                                                                  | Qual. Euro 1984                                                           | 1                                                                         | cap.                                                                      |
| 26-10-1983                                                                | Basilea                                                                   | Svizzera                                                                  | 2 – 0                                                                     | Jugoslavia                                                                | Amichevole                                                                | -                                                                         | cap.                                                                      |
| 12-11-1983                                                                | Zagabria                                                                  | Jugoslavia                                                                | 0 – 0                                                                     | Francia                                                                   | Amichevole                                                                | -                                                                         | 46’                                                                       |
| 14-12-1983                                                                | Cardiff                                                                   | Galles                                                                    | 1 – 1                                                                     | Jugoslavia                                                                | Qual. Euro 1984                                                           | -                                                                         | cap. 89’                                                                  |
| 21-12-1983                                                                | Spalato                                                                   | Jugoslavia                                                                | 3 – 2                                                                     | Bulgaria                                                                  | Qual. Euro 1984                                                           | -                                                                         | cap. 74’                                                                  |
| 7-6-1984                                                                  | La Línea de la Concepción                                                 | Spagna                                                                    | 0 – 1                                                                     | Jugoslavia                                                                | Amichevole                                                                | -                                                                         | 46’                                                                       |
| 13-6-1984                                                                 | Lens                                                                      | Belgio                                                                    | 2 – 0                                                                     | Jugoslavia                                                                | Euro 1984 - 1º turno                                                      | -                                                                         | 76’                                                                       |
| 16-6-1984                                                                 | Lione                                                                     | Jugoslavia                                                                | 0 – 5                                                                     | Danimarca                                                                 | Euro 1984 - 1º turno                                                      | -                                                                         |                                                                           |
| 19-6-1984                                                                 | Saint-Étienne                                                             | Francia                                                                   | 3 – 2                                                                     | Jugoslavia                                                                | Euro 1984 - 1º turno                                                      | -                                                                         | 60’                                                                       |
| 29-9-1984                                                                 | Belgrado                                                                  | Jugoslavia                                                                | 0 – 0                                                                     | Bulgaria                                                                  | Qual. Mondiali 1986                                                       | -                                                                         |                                                                           |
| 20-10-1984                                                                | Lipsia                                                                    | Germania Est                                                              | 2 – 3                                                                     | Jugoslavia                                                                | Qual. Mondiali 1986                                                       | -                                                                         |                                                                           |
| 20-1-1985                                                                 | Kochi                                                                     | Iran                                                                      | 1 – 3                                                                     | Jugoslavia                                                                | Amichevole                                                                | -                                                                         | cap.                                                                      |
| 25-1-1985                                                                 | Kochi                                                                     | Unione Sovietica                                                          | 1 – 2                                                                     | Jugoslavia                                                                | Amichevole                                                                | 1                                                                         | cap.                                                                      |
| 29-1-1985                                                                 | Kochi                                                                     | Cina                                                                      | 1 – 1                                                                     | Jugoslavia                                                                | Amichevole                                                                | -                                                                         | 65’                                                                       |
| 1-2-1985                                                                  | Kochi                                                                     | Corea del Sud                                                             | 1 – 3                                                                     | Jugoslavia                                                                | Amichevole                                                                | 1                                                                         | cap.                                                                      |
| 4-2-1985                                                                  | Kochi                                                                     | Unione Sovietica                                                          | 2 – 1                                                                     | Jugoslavia                                                                | Amichevole                                                                | -                                                                         | cap.                                                                      |
| 27-3-1985                                                                 | Zenica                                                                    | Jugoslavia                                                                | 1 – 0                                                                     | Lussemburgo                                                               | Qual. Mondiali 1986                                                       | -                                                                         | cap.                                                                      |
| 3-4-1985                                                                  | Sarajevo                                                                  | Jugoslavia                                                                | 0 – 0                                                                     | Francia                                                                   | Qual. Mondiali 1986                                                       | -                                                                         | 63’                                                                       |
| 1-5-1985                                                                  | Lussemburgo                                                               | Lussemburgo                                                               | 0 – 1                                                                     | Jugoslavia                                                                | Qual. Mondiali 1986                                                       | -                                                                         | 46’                                                                       |
| 28-9-1985                                                                 | Belgrado                                                                  | Jugoslavia                                                                | 1 – 2                                                                     | Germania Ovest                                                            | Qual. Mondiali 1986                                                       | -                                                                         | cap.                                                                      |
| 16-10-1985                                                                | Linz                                                                      | Austria                                                                   | 0 – 3                                                                     | Jugoslavia                                                                | Amichevole                                                                | 2                                                                         |                                                                           |
| 16-11-1985                                                                | Parigi                                                                    | Francia                                                                   | 2 – 0                                                                     | Jugoslavia                                                                | Qual. Mondiali 1986                                                       | -                                                                         | cap.                                                                      |
| 30-4-1986                                                                 | Recife                                                                    | Brasile                                                                   | 4 – 2                                                                     | Jugoslavia                                                                | Amichevole                                                                | -                                                                         | cap. 46’                                                                  |
| 11-5-1986                                                                 | Bochum                                                                    | Germania Ovest                                                            | 1 – 1                                                                     | Jugoslavia                                                                | Amichevole                                                                | -                                                                         | cap.                                                                      |
| 19-5-1986                                                                 | Bruxelles                                                                 | Belgio                                                                    | 1 – 3                                                                     | Jugoslavia                                                                | Amichevole                                                                | 1                                                                         | 81’                                                                       |
| 29-10-1986                                                                | Spalato                                                                   | Jugoslavia                                                                | 4 – 0                                                                     | Turchia                                                                   | Amichevole                                                                | 3                                                                         | cap.                                                                      |
| 12-11-1986                                                                | Londra                                                                    | Inghilterra                                                               | 2 – 0                                                                     | Jugoslavia                                                                | Qual. Euro 1988                                                           | -                                                                         | cap.                                                                      |
| 29-4-1987                                                                 | Belfast                                                                   | Irlanda del Nord                                                          | 1 – 2                                                                     | Jugoslavia                                                                | Qual. Euro 1988                                                           | 1                                                                         | cap. 61’                                                                  |
| 14-10-1987                                                                | Sarajevo                                                                  | Jugoslavia                                                                | 3 – 0                                                                     | Irlanda del Nord                                                          | Qual. Euro 1988                                                           | -                                                                         | cap.                                                                      |
| 11-11-1987                                                                | Belgrado                                                                  | Jugoslavia                                                                | 1 – 4                                                                     | Inghilterra                                                               | Qual. Euro 1988                                                           | -                                                                         | cap.                                                                      |
| 27-4-1988                                                                 | Dublino                                                                   | Irlanda                                                                   | 2 – 0                                                                     | Jugoslavia                                                                | Amichevole                                                                | -                                                                         | cap.                                                                      |
| 14-9-1988                                                                 | Oviedo                                                                    | Spagna                                                                    | 1 – 2                                                                     | Jugoslavia                                                                | Amichevole                                                                | -                                                                         | cap.                                                                      |
| 19-10-1988                                                                | Glasgow                                                                   | Scozia                                                                    | 1 – 1                                                                     | Jugoslavia                                                                | Qual. Mondiali 1990                                                       | -                                                                         | cap.                                                                      |
| 19-11-1988                                                                | Belgrado                                                                  | Jugoslavia                                                                | 3 – 2                                                                     | Francia                                                                   | Qual. Mondiali 1990                                                       | -                                                                         | cap.                                                                      |
| 11-12-1988                                                                | Belgrado                                                                  | Jugoslavia                                                                | 4 – 0                                                                     | Cipro                                                                     | Qual. Mondiali 1990                                                       | -                                                                         | cap.                                                                      |
| 5-4-1989                                                                  | Amarousio                                                                 | Grecia                                                                    | 1 – 4                                                                     | Jugoslavia                                                                | Amichevole                                                                | 2                                                                         | cap.                                                                      |
| 29-4-1989                                                                 | Parigi                                                                    | Francia                                                                   | 0 – 0                                                                     | Jugoslavia                                                                | Qual. Mondiali 1990                                                       | -                                                                         | 86’                                                                       |
| 14-6-1989                                                                 | Oslo                                                                      | Norvegia                                                                  | 1 – 2                                                                     | Jugoslavia                                                                | Qual. Mondiali 1990                                                       | 1                                                                         | cap.                                                                      |
| 6-9-1989                                                                  | Belgrado                                                                  | Jugoslavia                                                                | 3 – 1                                                                     | Scozia                                                                    | Qual. Mondiali 1990                                                       | 1                                                                         | cap.                                                                      |
| 11-10-1989                                                                | Belgrado                                                                  | Jugoslavia                                                                | 1 – 0                                                                     | Norvegia                                                                  | Qual. Mondiali 1990                                                       | -                                                                         | cap.                                                                      |
| 28-3-1990                                                                 | Łódź                                                                      | Polonia                                                                   | 0 – 0                                                                     | Jugoslavia                                                                | Amichevole                                                                | -                                                                         | cap.                                                                      |
| 26-5-1990                                                                 | Lubiana                                                                   | Jugoslavia                                                                | 0 – 1                                                                     | Spagna                                                                    | Amichevole                                                                | -                                                                         | cap. 61’                                                                  |
| 3-6-1990                                                                  | Zagabria                                                                  | Jugoslavia                                                                | 0 – 2                                                                     | Paesi Bassi                                                               | Amichevole                                                                | -                                                                         | cap. 75’                                                                  |
| 10-6-1990                                                                 | Milano                                                                    | Germania Ovest                                                            | 4 – 1                                                                     | Jugoslavia                                                                | Mondiali 1990 - 1º turno                                                  | -                                                                         | cap.                                                                      |
| 14-6-1990                                                                 | Bologna                                                                   | Colombia                                                                  | 0 – 1                                                                     | Jugoslavia                                                                | Mondiali 1990 - 1º turno                                                  | -                                                                         | cap. 53’                                                                  |
| 19-6-1990                                                                 | Bologna                                                                   | Jugoslavia                                                                | 4 – 1                                                                     | Emirati Arabi Uniti                                                       | Mondiali 1990 - 1º turno                                                  | -                                                                         | cap. 65’                                                                  |
| 26-6-1990                                                                 | Verona                                                                    | Spagna                                                                    | 1 – 2 dts                                                                 | Jugoslavia                                                                | Mondiali 1990 - Ottavi di finale                                          | -                                                                         | cap.                                                                      |
| 30-6-1990                                                                 | Firenze                                                                   | Argentina                                                                 | 0 – 0 dts (3 – 2 dtr)                                                     | Jugoslavia                                                                | Mondiali 1990 - Quarti di finale                                          | -                                                                         | cap.                                                                      |
| 31-10-1990                                                                | Belgrado                                                                  | Jugoslavia                                                                | 4 – 1                                                                     | Austria                                                                   | Qual. Euro 1992                                                           | -                                                                         | cap.                                                                      |
| 14-11-1990                                                                | Copenaghen                                                                | Danimarca                                                                 | 0 – 2                                                                     | Jugoslavia                                                                | Qual. Euro 1992                                                           | -                                                                         | cap. 39’ 88’                                                              |
| Totale                                                                    |                                                                           | Presenze                                                                  | 70                                                                        |                                                                           | Reti                                                                      | 25                                                                        |                                                                           |

## Palmarès

### Giocatore

#### Club
- Campionato jugoslavo: 1

Hajduk Spalato: 1978-1979
- Coppa di Jugoslavia: 2

Hajduk Spalato: 1976-1977, 1983-1984
- Campionato francese: 1

Bordeaux: 1986-1987
- Coppa di Francia: 1

Bordeaux: 1986-1987
- Supercoppa francese: 1

Bordeaux: 1986

#### Nazionale
- Giochi del Mediterraneo: 1

 Spalato 1979

#### Individuale
- Calciatore jugoslavo dell'anno: 1

1981
- Capocannoniere della Prva Liga: 1

1984-1985 (25 gol)